# Kåtasjötjärnen
Kåtasjötjärnen är en sjö i Umeå kommun i Västerbotten och ingår i Sävaråns huvudavrinningsområde. Kåtasjötjärnen ligger i Sävarån Natura 2000-område.